# Démétrius III de Géorgie
Pour les articles homonymes, voir Démétrius.
Démétrius III de Géorgie est roi de Géorgie de jure de 1446 à 1453 et roi en Iméréthie de 1446 à 1452.
Fils cadet du roi Alexandre Ier de Géorgie et de sa première épouse, il est co-roi de Géorgie depuis 1433 comme ses frères. À la mort de son frère Vakhtang IV de Géorgie en 1446, il tente en vain de s'imposer comme roi face à son demi-frère Georges VIII de Géorgie.
Démétrius III épouse la même année Goulaschar, fille du duc Démétrius Ier d'Iméréthie et veuve de son oncle le prince Georges (le troisième fils du roi Constantin Ier de Géorgie), ce qui lui permet de contrôler la Géorgie occidentale. De cette union naissent :
- David, mort avant 1452 ;
- Constantin II de Géorgie (1447-1505).

## Sources
- Cyrille Toumanoff, Les dynasties de la Caucasie chrétienne de l'Antiquité jusqu'au XIXe siècle : Tables généalogiques et chronologiques, Rome, 1990, p. 139-140.
- Alexandre Manvelichvili, Histoire de la Géorgie, Paris, Nouvelles Éditions de la Toison d'Or, 1951, 476 p..
- Nodar Assatiani et Alexandre Bendianachvili, Histoire de la Géorgie, Paris, l'Harmattan, 1997, 335 p. [détail des éditions] (ISBN 2-7384-6186-7, présentation en ligne).
- Marie-Félicité Brosset, Histoire de la Géorgie depuis l’Antiquité jusqu’au XIXe siècle, v. 1-7, Saint-Pétersbourg, 1848-58 (lire ce livre avec Google Books : , ), p. 684-685.
- (en) Cyrille Toumanoff « The Fifteenth-Century Bagratids and the institution of the collegial sovereignty in Georgia » Consulté le 18 janvier 2014.